# Yan (okres Zhou)
Yan – starożytne chińskie państwo w okresie Zachodniej Dynastii Zhou, Wiosen i Jesieni oraz Walczących Królestw. Jego stolicą było miasto Ji (na miejscu dzisiejszego Pekinu), nazywane też Yanjing, czyli stolica Yan. Założycielem państwa był Ji Shi, istniało ono od XI wieku p.n.e. do 221 roku p.n.e., ostatnim władcą był Ji Xi. Do upadku przyczyniło się zniszczenie stolicy przez wojska Qin Shi Huanga.

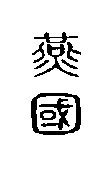
Państwo Yan - napis w piśmie małopieczęciowym, 220 r. p.n.e.